# Tobias Winkler

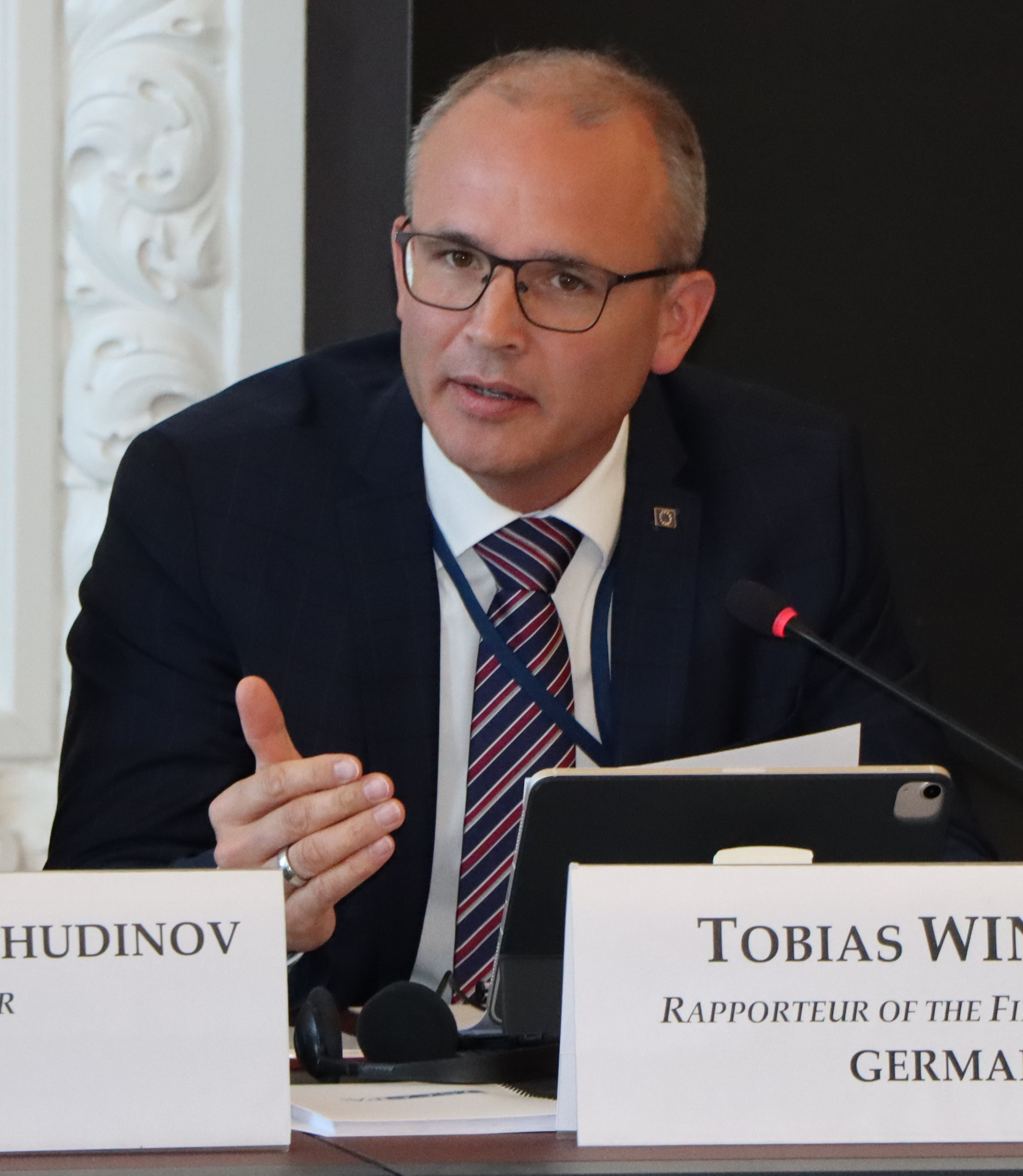
Tobias Winkler, 2025

Tobias Winkler (* 16. Januar 1978 in Nürnberg) ist ein deutscher Politiker (CSU). Er ist seit 2021 Mitglied des Deutschen Bundestages und direkt gewählter Abgeordneter für den Wahlkreis 242 mit der Stadt Fürth und den Landkreisen Fürth und Neustadt a.d. Aisch / Bad Windsheim.

## Leben
Winkler studierte zwischen 1999 und 2004 Politikwissenschaften in München und schloss mit dem Diplom ab. Während des Studiums stand er ein Jahr an der Spitze des Vereins „Studenten im Olympiadorf“, der größten studentischen Wohnheimselbstverwaltung Europas. In dieser Zeit war er maßgeblich an der logistischen Organisation des Athletendorfes der Leichtathletik-Europameisterschaften 2002 beteiligt. Von 2005 bis 2007 leitete er zunächst das Heimatbüro des Vizepräsidenten des Europäischen Parlamentes, Ingo Friedrich, und wechselte schließlich als dessen Büroleiter nach Brüssel und Straßburg. Von 2009 bis 2014 war er Büroleiter von Hans-Gert Pöttering, ehemaliger Präsident des Europäischen Parlamentes und Vorsitzender der Konrad-Adenauer-Stiftung. 2015 übernahm er die Leitung des Verbindungsbüros des Europäischen Parlaments in München. Von 2016 bis 2020 war er parallel Lehrbeauftragter an der Technischen Hochschule Nürnberg Georg Simon Ohm.
Er ist verwitwet, wieder verheiratet und hat eine Tochter.

## Politische Tätigkeit
Mit 24 Jahren wurde Winkler als jüngstes Mitglied in den Marktgemeinderat seiner Heimatgemeinde Roßtal gewählt. Nach der Wahl trat er der CSU bei. Er wurde Sportreferent und nach seiner Rückkehr aus München 2005 Fraktionsvorsitzender und weiterer Stellvertreter des Bürgermeisters. Mit seinem beruflichen Wechsel nach Brüssel legte er im Februar 2007 sein Mandat nieder. Im Jahr 2013 unterstützte er als Listenkandidat seinen Stimmkreisabgeordneten Hans Herold, MdL bei der Wahl zum Bayerischen Landtag. 

### Deutscher Bundestag
Im Juni 2021 wurde er zum Direktkandidaten der CSU im Bundestagswahlkreis Fürth nominiert, in dem sein Vorgänger Christian Schmidt nach seiner Ernennung zum Hohen Repräsentanten für Bosnien und Herzegowina nicht mehr antrat. 
Bei der Bundestagswahl 2021 gewann er den Wahlkreis mit 33,5 % und ist somit Mitglied des 20. Deutschen Bundestages. Er ist Ordentliches Mitglied im Ausschuss für Angelegenheiten der Europäischen Union und im Auswärtigen Ausschuss. Außerdem ist er Mitglied der Bundestagsdelegation und im Präsidium der Parlamentarischen Versammlung der OSZE sowie stellvertretendes Mitglied der Deutsch-Französischen Parlamentarischen Versammlung. Er ist Mitglied in der Parlamentariergruppe für das Baltikum.
Bei der Bundestagswahl 2025 erreichte er 37,4 Prozent der Stimmen im Bundestagswahlkreis Fürth und zog in den 21. Deutschen Bundestag ein. Er ist ordentliches Mitglied im Auswärtigen Ausschuss sowie im Ausschuss für die Angelegenheiten der Europäischen Union. Stellvertretend ist er Mitglied im Ausschuss für Forschung, Technologie, Raumfahrt und Technikfolgenabschätzung.

## Politische Positionen
Winkler stimmte im Mai 2022 als einziger Abgeordneter der CDU/CSU-Fraktion im Deutschen Bundestag gegen das Pflegebonusgesetz. Er begründete seine Ablehnung damit, dass das Gesetz weder Rettungssanitäter noch Sprechstundenhilfen berücksichtigte.

## Mitgliedschaften
Tobias Winkler ist Mitglied der überparteilichen Europa-Union Deutschland, die sich für ein föderales Europa und den europäischen Einigungsprozess einsetzt.